# Vladimir Jakunin
Vladimir Ivanovič Jakunin (in russo Владимир Иванович Якунин?; Melenki, 30 giugno 1948) è un imprenditore e politico russo, presidente delle Ferrovie Russe dal 2005 al 2015 e stretto confidente di Vladimir Putin, durante l'era sovietica ha prestato servizio nel KGB. Ha il grado civile di Consigliere di Stato effettivo della Federazione Russa di 1ª classe.
Nel marzo 2014 è stato posto dal Dipartimento di Stato degli Stati Uniti nella lista delle persone sanzionate in seguito all'annessione della Crimea.

## Biografia
Jakunin è nato a Melenki nel distretto di Gus-Khrustalny, nell'Oblast ' di Vladimir. Nel 1972, Jakunin si diplomò all'Istituto meccanico di Leningrado, dove studiò costruzione di aerei e si specializzò in ingegneria e manutenzione di missili balistici a lungo raggio. La carriera di Jakunin è iniziata presso l'Istituto statale di chimica applicata di Leningrado, dove ha lavorato dal 1972 al 1975. Nel 1975 si arruolò nell'esercito sovietico e quindi nel KGB.
Tra il 1985 e il 1991, Jakunin ha fatto parte della missione diplomatica sovietica presso le Nazioni Unite, diventando primo segretario della missione nel 1988.
Nei primi anni 1990, possedeva una dacia a Solovyovka, distrtto nella regione di Leningrado, sulla riva orientale del lago Komsomol'skoye sull'istmo careliano vicino a San Pietroburgo. I suoi vicini includevano Vladimir Putin, Andrej Fursenko, Sergey Fursenko, Yuriy Kovalchuk, Viktor Myachin, Vladimir Smirnov e Nikolay Shamalov. Il 10 novembre 1996, hanno fondato insieme la società cooperativa Ozero che copre le loro proprietà.
Jakunin è stato presidente delle Ferrovie russe dal 2005 al 2015. Il 12 dicembre 2012 a Parigi, l'Assemblea Generale dell'Unione Internazionale delle Ferrovie ha nominato Jakunin Presidente dell'Unione. È stato riconfermato all'unanimità il 3 dicembre 2014 e ha continuato ad esserlo fino al suo pensionamento.
Jakunin è presidente del World Public Forum "Dialogue of Civilizations", una ONG internazionale registrata a Vienna, in Austria, che ha co-fondato con C. Kapur dell'India e N. Papanikolao dalla Grecia / USA. Prima di essere trasformato in un istituto di ricerca DOC, il World Public Forum "Dialogue of Civilizations" era un'iniziativa per collegare persone di diversa provenienza, civiltà, tradizioni e religioni. Organizza l'annuale Forum di Rodi sul dialogo delle civiltà.

### Sanzioni
Il 20 marzo 2014, il governo degli Stati Uniti ha emesso sanzioni in risposta a quello che considerava il ruolo del governo russo nei disordini in corso in Ucraina. La Specially Designated Nationals List (SDN) impose un divieto di viaggio negli Stati Uniti, il congelamento di tutti i beni statunitensi di Jakunin e il divieto di transazioni commerciali tra cittadini e società americane con Jakunin e le sue attività. Il governo australiano ha annunciato il 19 marzo 2014 che avrebbe imposto un regime di sanzioni in risposta alla minaccia russa alla sovranità e all'integrità territoriale dell'Ucraina. Jakunin è stato inserito nella lista consolidata del DFAT australiano il 19 giugno 2014, descritto come uno "stretto collaboratore personale e finanziario di Vladimir Putin".

### Dimissioni dalle Ferrovie russe
Nell'agosto 2015 Jakunin si dimise come capo delle Ferrovie russe, ma a ottobre emerse la notizia che era stato licenziato. I media russi e britannici hanno affermato che il licenziamento di Jakunin è stato il risultato diretto della decisione di suo figlio, Andrej Jakunin, di richiedere la cittadinanza britannica.

## Vita privata
Sposato con Natal'ja Jakunina, ha due figli: Andrej e Victor. Andrej Jakunin possiede proprietà nel Regno Unito e anche in Umbria, un resort di lusso. Andrey gestiva una società di venture capital con sede nel Regno Unito: Venture Investments & Yield Management LLP.